# هربرت بنکس
هربرت بنکس (به انگلیسی: Herbert Banks) بازیکن فوتبال زادهٔ ۱۸۷۴ اهل انگلستان بود که سابقهٔ بازی در تیم ملی فوتبال انگلستان را در کارنامهٔ خود دارد. وی در تاریخ ۹ مارس ۱۹۰۱ تنها بازی ملی خود را در مقابل تیم ملی فوتبال ایرلند انجام داد.